# Pobudka wyborcza
Pobudka wyborcza – publikacja polityczno-statystyczno-biograficzna autorstwa Karola Rzepeckiego wydana w Poznaniu w 1907 nakładem autora, w drukarni Pracy. Miała 110 stron, zawierała ilustracje i portrety.

## Charakterystyka
Autor, doświadczony działacz polityczny i wyborczy (wieloletni prezes Komitetu Wyborczego na Miasto Poznań) zawarł w swoim dziele elementarne wiadomości w zakresie organizacji i funkcjonowania parlamentu pruskiego przydatne dla polskich wyborców i agitatorów. Podsumowywał krytycznie wyniki ostatnich wyborów i wskazywał silne oraz słabe strony polskich przygotowań wyborczych. Ukazywał w ujęciu geograficznym te rejony, gdzie Polacy mają duże szanse wyborcze, gdzie ich szanse są znikome, a także gdzie słabe wyniki można poprawić dzięki organicznej pracy. Część statystyczna (według poznańskiej Gwiazdy to prawdziwy skarb dla wszystkich zajmujących się sprawami wyborczemi) pokazywała zestawienie wyników wyborczych z podziałem na dzielnice, okręgi i powiaty. Rzepecki nie ograniczał się do ziem etnicznie polskich, pozostających pod zaborem pruskim (Wielkopolska, Pomorze, Śląsk, Warmia i Mazury), ale obrazował również stan polskich wyników wyborczych w całej Rzeszy. W tym kontekście Pobudka wyborcza była dla polskich działaczy w Niemczech pierwszym przydatnym przewodnikiem wyborczym wskazującym konkretne obszary pracy, a także rejony zawierania ewentualnych przyszłych kompromisów wyborczych. W części biograficznej autor przedstawił życiorysy poszczególnych działaczy polskiego Komitetu Politycznego na Berlin i Brandenburgię, Głównego Komitetu Wyborczego polskiego na Westfalię, Nadrenię i inne, Polskiego Centralnego komitetu Wyborczego na Rzeszę niemiecką, Prowincjalnego Komitetu Wyborczego na Wielkie Księstwo Poznańskie (Prowincja Poznańska), Polskiego Komitetu Prowincjonalnego Wyborczego dla Śląska, Prowincjonalnego komitetu Wyborczego na Prusy Królewskie, Warmię, Mazury i Pomorze polskie.
Pobudka wyborcza była pierwszym dziełem statystycznym tego rodzaju dla polskich działaczy wyborczych zaboru pruskiego i Rzeszy. Wcześniej opierali się oni wyłącznie na wydawnictwach niemieckich. Z tego względu została przez polskich czytelników przyjęta z wielkim zainteresowaniem. W 1912 Karol Rzepecki wydał drugą część Pobudki zatytułowaną Naprzód czy wstecz?. 